# Bassaniana
Bassaniana – rodzaj pająka z rodziny ukośnikowatych, opisany po raz pierwszy przez Stranda w 1928 roku, obejmujący 5 gatunków, które występują jedynie w Azji i Ameryce Północnej. Gatunek typowy to B. decorata.

## Gatunki
- Bassaniana decorata (Karsch, 1879) (Rosja, Chiny, Korea i Japonia)
- Bassaniana floridana (Banks, 1896) (USA)
- Bassaniana ora (Seo, 1992) (Korea)
- Bassaniana utahensis (Gertsch, 1932) (USA, Kanada i Alaska)
- Bassaniana versicolor (Keyserling, 1880) (Ameryka Północna)